# Bahrain-Victorious/2021
Deze pagina geeft een overzicht van de UCI World Tour-wielerploeg Bahrain-Victorious in 2021.

## Algemeen
Algemeen manager: Milan Eržen
Teammanagers: Roger Hammond, Vladimir Miholjević
Ploegleiders: Rolf Aldag, Artiz Arberas, Paolo Artuso, David Bailey, Xavier Florencio, Tim Harris, Timothy Kennaugh, Franco Pellizotti, Gorazd Štangelj, Neil Stephens, Alberto Volpi
Fietsen: Merida
Banden: Continental AG

## Renners
| Naam                | Geboortedatum | Nationaliteit       | Ploeg 2020              |
| ------------------- | ------------- | ------------------- | ----------------------- |
| Yukiya Arashiro     | 22-09-1984    | Japan               |                         |
| Phil Bauhaus        | 08-06-1994    | Duitsland           |                         |
| Peio Bilbao         | 25-02-1990    | Spanje              |                         |
| Santiago Buitrago   | 26-09-1999    | Colombia            |                         |
| Eros Capecchi       | 13-06-1986    | Italië              |                         |
| Damiano Caruso      | 12-10-1987    | Italië              |                         |
| Sonny Colbrelli     | 17-05-1990    | Italië              |                         |
| Scott Davies        | 05-08-1995    | Verenigd Koninkrijk |                         |
| Feng Chun-kai       | 02-11-1988    | Taiwan              |                         |
| Jack Haig           | 06-09-1993    | Australië           | Mitchelton-Scott        |
| Marco Haller        | 01-04-1991    | Oostenrijk          |                         |
| Heinrich Haussler   | 25-02-1984    | Australië           |                         |
| Kevin Inkelaar      | 08-07-1997    | Nederland           |                         |
| Mikel Landa         | 13-12-1989    | Spanje              |                         |
| Ahmed Madan         | 25-08-2000    | Bahrein             | Bahrain Cycling Academy |
| Gino Mäder          | 04-01-1997    | Zwitserland         | NTT Pro Cycling         |
| Jonathan Milan      | 01-10-2000    | Italië              | Cycling Team Friuli ASD |
| Matej Mohorič       | 19-10-1994    | Slovenië            |                         |
| Domen Novak         | 12-07-1995    | Slovenië            |                         |
| Mark Padoen         | 06-07-1996    | Oekraïne            |                         |
| Hermann Pernsteiner | 07-08-1990    | Oostenrijk          |                         |
| Wout Poels          | 01-10-1987    | Nederland           |                         |
| Marcel Sieberg      | 30-04-1982    | Duitsland           |                         |
| Dylan Teuns         | 01-03-1992    | België              |                         |
| Jan Tratnik         | 23-02-1990    | Slovenië            |                         |
| Rafael Valls        | 25-06-1987    | Spanje              |                         |
| Stephen Williams    | 09-06-1996    | Verenigd Koninkrijk |                         |
| Alfred Wright       | 13-06-1999    | Verenigd Koninkrijk |                         |

### Vertrokken
| Renner           | Geboortedatum | Nationaliteit       | Ploeg 2021            |
| ---------------- | ------------- | ------------------- | --------------------- |
| Enrico Battaglin | 17-11-1989    | Italië              | Bardiani-CSF-Faizanè  |
| Grega Bole       | 13-08-1985    | Slovenië            | onbekend              |
| Mark Cavendish   | 21-05-1985    | Verenigd Koninkrijk | Deceuninck–Quick-Step |
| Iván García      | 20-11-1995    | Spanje              | Movistar Team         |
| Luka Pibernik    | 23-10-1993    | Slovenië            | gestopt               |

## Overwinningen
| Nationale kampioenschappen wielrennen Italië - wegwedstrijd: Sonny Colbrelli Slovenië - tijdrit: Jan Tratnik Europees kampioenschap op de wegSonny Colbrelli Ronde van de Provence 4e etappe: Phil Bauhaus Ronde van de Alpen 4e etappe: Peio Bilbao Ronde van Romandië 2e etappe: Sonny Colbrelli Puntenklassement: Sonny Colbrelli Ronde van Hongarije 1e etappe: Phil Bauhaus 3e etappe: Phil Bauhaus Puntenklassement: Phil Bauhaus Ronde van Italië 6e etappe: Gino Mäder 20e etappe: Damiano Caruso | Critérium du Dauphiné 3e etappe: Sonny Colbrelli 7e etappe: Mark Padoen 8e etappe: Mark Padoen Sprintklassement: Sonny Colbrelli Bergklassement: Mark Padoen Ronde van Slovenië 1e etappe: Phil Bauhaus 5e etappe: Phil Bauhaus Puntenklassement: Matej Mohorič Ronde van Zwitserland 8e etappe: Gino Mäder Ronde van Frankrijk 7e etappe: Matej Mohorič 8e etappe: Dylan Teuns 19e etappe: Matej Mohorič Ploegenklassement: *1) Ronde van Burgos Eindklassement: Mikel Landa Jongerenklassement: Gino Mäder Ploegenklassement: *2) | Ronde van Polen 1e etappe: Phil Bauhaus Ronde van Spanje 9e etappe: Damiano Caruso Ploegenklassement: *3) Benelux Tour 6e etappe: Sonny Colbrelli 7e etappe: Matej Mohorič Eindklassement: Sonny Colbrelli Memorial Marco Pantani Sonny Colbrelli Ronde van Kroatië 1e etappe: Phil Bauhaus 5e etappe: Stephen Williams Eindklassement: Stephen Williams Jongerenklassement: Stephen Williams Ploegenklassement: *4) Parijs-Roubaix Sonny Colbrelli |

*1) Ploeg Ronde van Frankrijk: Bilbao, Colbrelli, Haig, Haller, Mohorič, Poels, Teuns, Wright
*2) Ploeg Ronde van Burgos: Arashiro, Buitrago, Caruso, Landa, Mäder, Padoen, Williams
*3) Ploeg Ronde van Spanje: Arashiro, Caruso, Haig, Landa, Mäder, Padoen, Poels, Tratnik
*4) Ploeg CRO Race: Bauhaus, Buitrago, Landa, Novak, Padoen, Williams
2017 · 2018 · 2019 · 2020 · 2021 · 2022 · 2023 · 2024 · 2025
AG2R-Citroën · Astana-Premier Tech · Bahrain-Victorious · BORA-hansgrohe · Cofidis, Solutions Crédits · Deceuninck–Quick-Step · EF Education-Nippo · Groupama-FDJ · INEOS Grenadiers · Intermarché-Wanty-Gobert Matériaux · Israel Start-Up Nation · Lotto Soudal · Movistar Team · Team BikeExchange · Team DSM · Team Jumbo-Visma · Team Qhubeka NextHash · Trek-Segafredo · UAE Team Emirates